# Figlie di Maria dell'Assunzione
Le Figlie di Maria dell'Assunzione (in francese Filles de Marie de l'Assomption; sigla F.M.A.) sono un istituto religioso femminile di diritto pontificio.

## Storia
La congregazione fu fondata l'8 settembre 1922 a Campbellton, nel New Brunswick, dal sacerdote Louis-Joseph-Arthur Melanson, parroco di Notre-Dame-des-Neiges: poiché non era riuscito a trovare religiose insegnanti disposte ad assumersi la direzione della scuola parrocchiale da lui eretta, su suggerimento di Patrice Alexandre Chiasson, vescovo di Bathurst, raccolse una comunità di istitutrici orientate alla vita religiosa e le pose sotto la guida di suor Edmea Martin; le donne emisero i primi voti nel 1924 e quelli perpetui nel 1927.
L'istituto ricevette il pontificio decreto di lode il 1º dicembre 1956 e l'approvazione definitiva il 25 maggio 1965.

## Attività e diffusione
Le suore si dedicano all'istruzione e all'educazione della gioventù, all'assistenza ai poveri e all'apostolato della buona stampa.
Oltre che in Canada, sono presenti in Congo, nelle Filippine e in Honduras; la sede generalizia è a Campbellton.
Alla fine del 2015 l'istituto contava 109 religiose in 19 case.